# حیدر حب‌الله
حیدر حب‌الله (به عربی: حيدر محمد كامل حب الله ) نویسنده، مترجم، پژوهشگر استاد دانشگاه و حوزه متولد صور ۱۹۷۳ شهر صور لبنان و ناظر علمی پروژه «موسوعه الفقه الاسلامی طبقا لمذهب اهل البیت علیهم السلام» (تاکنون ۳۲ جلد). او از شاگردان سید محمود هاشمی شاهرودی، عبدالله جوادی آملی، و سید کمال حیدری و دیگران در حوزه علمیه قم است.

## شاگردان
حیدر حب الله به تدریس سطوح عالیه فقه و اصول فقه در قم مشغول و شاگردان حوزه علمیه من‌جمله طلاب ایرانی مسلط به زبان عربی از دروس وی استفاده نمودند از بارزترین شاگران میتوان اسامی ذیل را نام برد:
- کمال سلمان العنزی
- محمدرضا ملایی

## تالیفات
- علم الكلام المعاصر، قراءة تاريخية منهجيّة
- بحوث في الفقه الزراعي، تقرير دروس سید محمود هاشمی شاهرودی.
- دراسات في الفقه الإسلامي المعاصر (۴ جلد).
- إضاءات في الفكر والدين والاجتماع (۴ جلد).
- التعددیة الدینیة.
- علم الکلام المعاصر.
- بحوث فی فقه الحج.
- مسالة المنهج فی الفکر الدینی، وقفات وملاحظات.
- نظریة السنة فی الفکر الإمامی الشیعی، التکوّن والصیرورة.

## سایر فعالیت‌ها
ناظر علمی دائره المعارف فقه موسسه سید محمود هاشمی شاهرودی.